# Сабі (Корея)

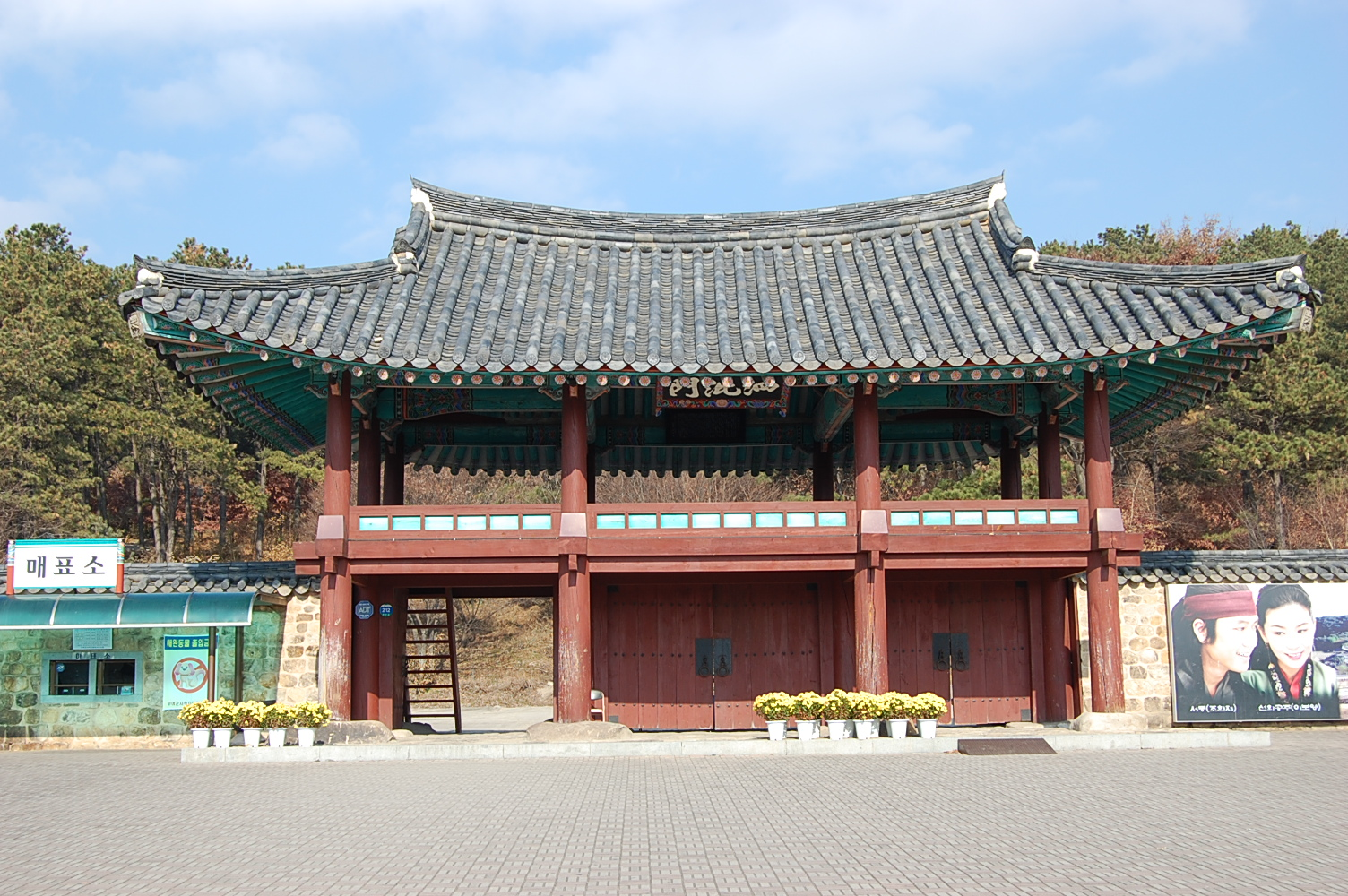
Ворота Бусосансонської фортеці

Фортеця Сабі (泗沘城) (кор. 사비, 泗沘) була столицею Пекче, яка була перенесена з Унджина, коли назву країни було змінено на Намбуйо в 16-му році правління короля Сонга (538). В даний час розташована у Буйо-гун, Чхунчхон-Нам-до, Республіка Корея, а руїни включають фортецю Бусосансон, скелю Накхваам і кам'яну пагоду Чоннімсаджі.